# Nefermaat
Nefermaat (Nefermat) – wezyr w starożytnym Egipcie z IV dynastii, członek rodziny panującej – syn Snofru, brat przyrodni Cheopsa i rodzony Rahotepa.

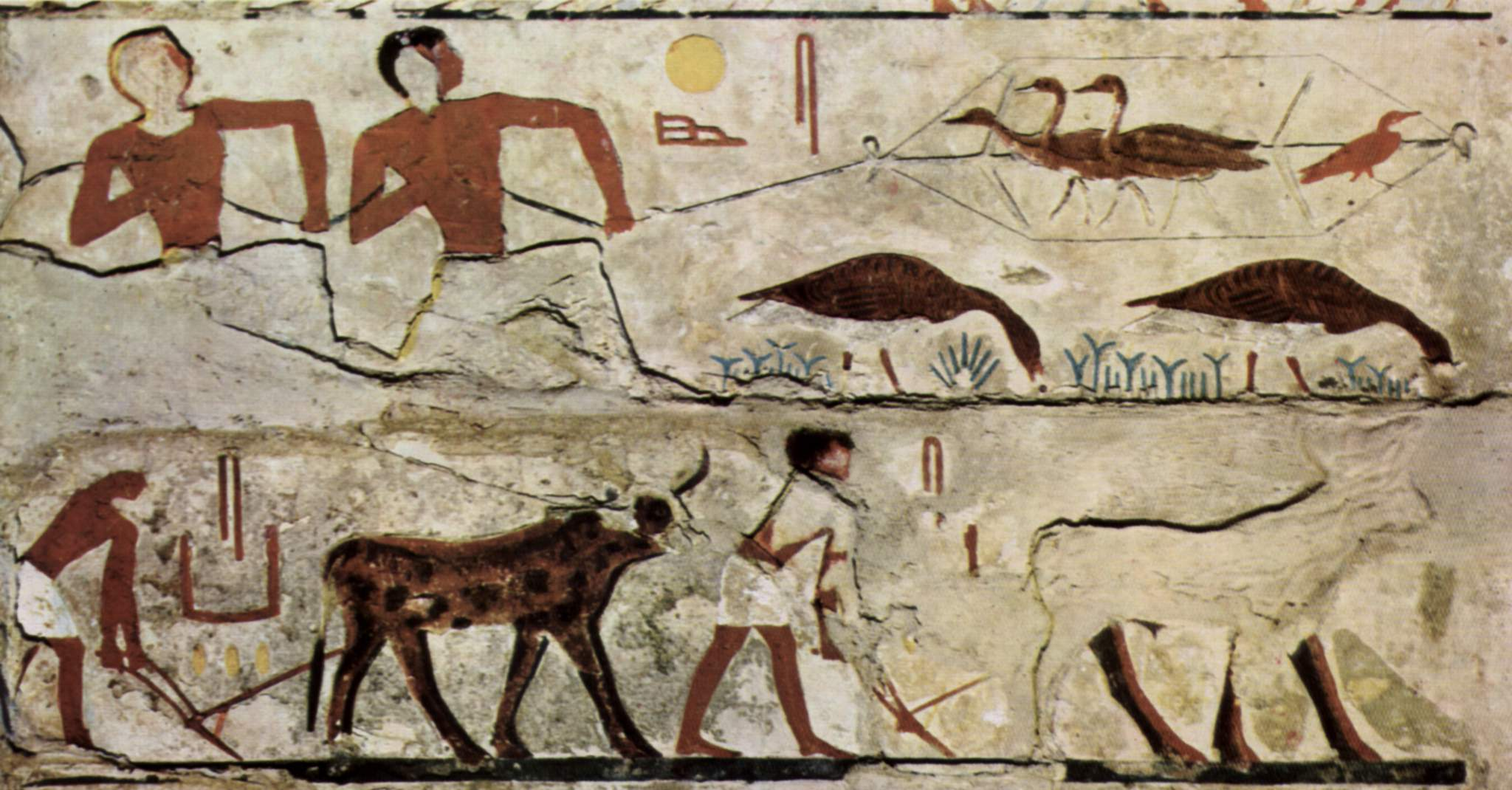
Malowidła ścienne z mastaby Nefermaata i Atet – fragment

Żoną jego była Atet. Miał syna Hemiunu, który również pełnił urząd wezyra w późniejszych czasach i był budowniczym piramidy Cheopsa w Gizie. Po śmierci Nefermaat został pochowany wraz z żoną w mastabie w Meidum. 
Z jego grobowca pochodzą słynne malowidła przedstawiające niemal realistycznie egipską roślinność i stado gęsi nilowych (tzw. Gęsi z Meidum), a także liczne dekoracje inkrustowane, jedyne znane z okresu Starego Państwa. Obecnie te zabytki są wystawiane w Muzeum Egipskim w Kairze